# Miyaviuta ~Dokusou~
Miyaviuta ~Dokusou~ (雅-みやびうた-歌～独奏～) é o quinto álbum de estúdio do músico japonês Miyavi, lançado em 13 de setembro de 2006.

## Composição
A canção "We love you ~Sekai wa Kimi wo Aishiteru" originalmente estreou no álbum anterior MYV Pops. Uma nova versão é incluída neste álbum. O portal Jame World notou que o álbum fala sobre amor e apresenta a habilidade de Miyavi com a guitarra; ele é composto por muitos solos do instrumento.
CD Journal disse que o álbum é tocado em um estilo simples com apenas guitarra e bateria e inclui três músicas românticas e três instrumentais.

## Recepção
Alcançou a 25ª posição na Oricon Albums Chart, ficando na parada por duas semanas. Jame World deu ao álbum uma classificação de 8.5 de 10 estrelas.

## Faixas
| N.º            | Título                                                                                 | Duração |  |
| 1.             | "Jikoai, Jigajisan, Jiishiki Kajou (Instrumental)" (自己愛、自画自賛、自意識過剰)      | 1:00    |  |
| 2.             | "Selfish Love -Aishitekure, Aishiteru Kara-" (Selfish love –愛してくれ、愛してるから–) | 3:01    |  |
| 3.             | "Please, Please, Please" (プリーズ、プリーズ、プリーズ。)                              | 3:06    |  |
| 4.             | "Dear My Love..."                                                                      | 3:53    |  |
| 5.             | "Boku wa Shitteru." (僕は知ってる。)                                                   | 4:18    |  |
| 6.             | "How to Love"                                                                          | 2:50    |  |
| 7.             | "Baka na Hito" (バカな人)                                                              | 4:19    |  |
| 8.             | "Kimi ni Funky Monkey Vibration" (君にファンキーモンキーバイヴレーション)              | 2:48    |  |
| 9.             | "We Love You -Sekai wa Kimi wo Aishiteru-" (We love you ～世界は君を愛してる～)        | 4:48    |  |
| 10.            | ""Aishiteru" Kara Hajime You" ("愛してる"からはじめよう)                               | 3:09    |  |
| 11.            | "Jiko Shijou Shugisha no Nare no Hate (Instrumental)" (自己至上主義者の成れの果て)     | 2:02    |  |
| 12.            | "Are You Ready to Love?"                                                               | 3:48    |  |
| Duração total: | Duração total:                                                                         | 45:28   |  |